# Фёрстген

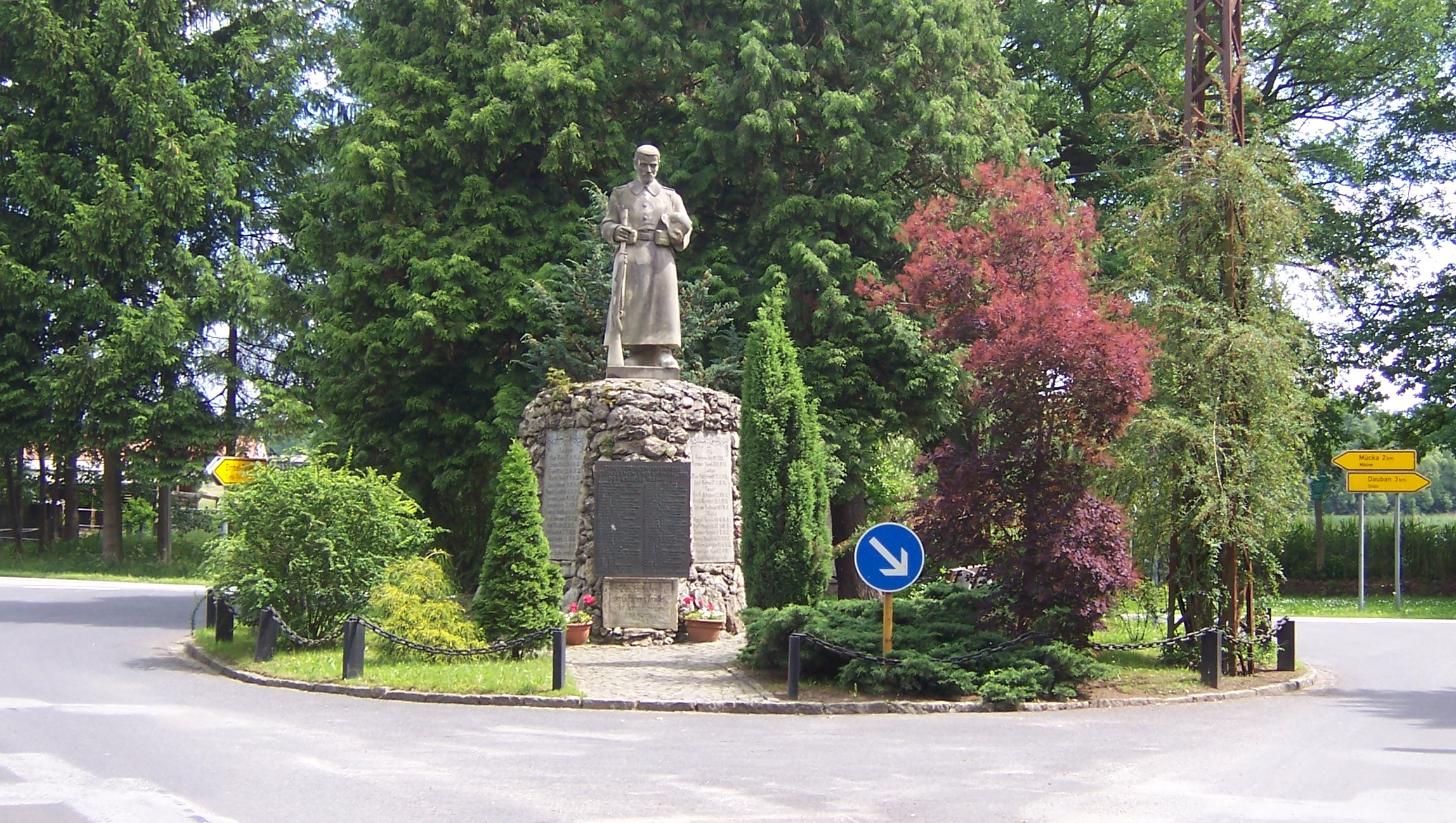
Памятник погибшим в Первой мировой войне

Фёрстген или До́лга-Боршч (нем. Förstgen; в.-луж. Dołha Boršć) — сельский населённый пункт коммуны Мюка, район Гёрлиц, федеральная земля Саксония, Германия.

## География
Находится на территории биосферного заповедника «Пустоши и озёра Верхней Лужицы» среди обширного лесного массива, простирающегося на востоке до населённого пункта Шпройц (Спрёйцы), на юге — до населённого пункта Обер-Прауске (Горне-Брусы) и на западе — до населённого пункта Шпревизе (Лихань). Через деревню проходит автомобильная дорога K8472 (участок Тауэр — Фёрстген). На северо-западе от деревни расположен пруд Тауэрвизентайх (Tauerwiesenteich, Турянский Лучный-Гат (Turjanski lučny hat)).
Соседние населённые пункты: на севере — деревня Клайн-Радиш (Радшовк) коммуны Боксберг, на северо-востоке — административный центр коммуны Мюка, на востоке — Шпройц (Спрёйцы) коммуны Квицдорф-ам-Зе, на юго-востоке — деревня Фёрстген-Ост, на юге — деревни Лайпген (Липинки) и Вайгерсдорф (Вукранчицы) коммуны Хоэндубрау, на юго-западе — Даубан (Дубо) коммуны Хоэндубрау, на западе — деревня Хальбендорф (Полпица) коммуны Мальшвиц и на северо-западе — деревни Цимпель (Цымпл) и Тауэр коммуны Боксберг.

## История
Впервые деревня упоминается в 1419 году под наименованиями «Forstichein».В 1994 году во время административно-территориальной реформы вошла в состав коммуны Мюка.
В настоящее время входит в состав культурно-территориальной автономии «Лужицкая поселенческая область», на территории которой действуют законодательные акты земель Саксонии и Бранденбурга, содействующие сохранению лужицких языков и культуры лужичан.
Исторические немецкие наименования:
- Forstichein, 1419
- Vorstichen, 1452
- Forstchin, 1461
- Forstichen, 1490
- Aldennforst, 1506
- Förstgen, 1528
- Förstchen, 1658
- Förstgen, 1732

## Население
Официальным языком в населённом пункте, помимо немецкого, является также верхнелужицкий язык.
Согласно статистическому сочинению «Dodawki k statisticy a etnografiji łužickich Serbow» Арношта Муки в 1884 году в деревне проживало 363 жителей (из них — 302 лужичан (83 %).
Лужицкий демограф Арношт Черник в своём сочинении «Die Entwicklung der sorbischen Bevölkerung» указывает, что в 1956 году при общей численности в 792 жителей серболужицкое население деревни составляло 15,5 % (из них 85 взрослых владели активно верхнелужицким языком, 19 взрослых — пассивно; 19 несовершеннолетних свободно владели языком).
| 1825 | 1871 | 1885 | 1905 | 1925 | 1939 | 1946 | 1950 | 1964 | 1990 | 1993 | 2008 | 2014 |
| ---- | ---- | ---- | ---- | ---- | ---- | ---- | ---- | ---- | ---- | ---- | ---- | ---- |
| 221  | 411  | 351  | 349  | 373  | 662  | 850  | 832  | 741  | 536  | 498  | 276  | 253  |